# 新布爾多之圍
新布爾多之圍（1440年10月 – 1441年6月27日）是鄂圖曼帝國對塞爾維亞專制國的採礦重鎮新布爾多進行的軍事封鎖，直至1441年6月27日淪陷為止。期間，塞爾維亞駐軍得到拉古薩共和國的當地公民社區的支持。

## 背景
新布爾多是巴爾幹半島最大的城市之一，由於其豐富的金銀礦，它成為14-15世紀巴爾幹半島最重要的非沿海城市。鄂圖曼先前在1427年嘗試用1422年進攻君士坦丁堡用的大砲進攻之，但沒有成功。
1436年8月6日，伊沙克-貝格率領的鄂圖曼軍隊在新布爾多附近擊敗了塞爾維亞軍隊，後來前者在1439年8月18日占領斯梅代雷沃，將塞爾維亞專制國的領土縮小到剩下塞塔和新布爾多附近的一個地區。爾後，穆拉德二世率領的部隊加入伊沙克-貝格的部隊並再次攻擊新布爾多，但其駐軍成功擊退了他們的攻擊。鄂圖曼意識到他們很難佔領防守嚴密的新布爾多，因此穆拉德二世下令撤退並留在斯科普里過冬。在此之前，他們事先劫掠了拉古薩商人的商隊，而穆拉德二世則前往阿德里安堡。
鄂圖曼帝國允許格古爾·布蘭科維奇作為鄂圖曼附庸，管理他父親在塞爾維亞南部的舊莊園。

## 戰役經過

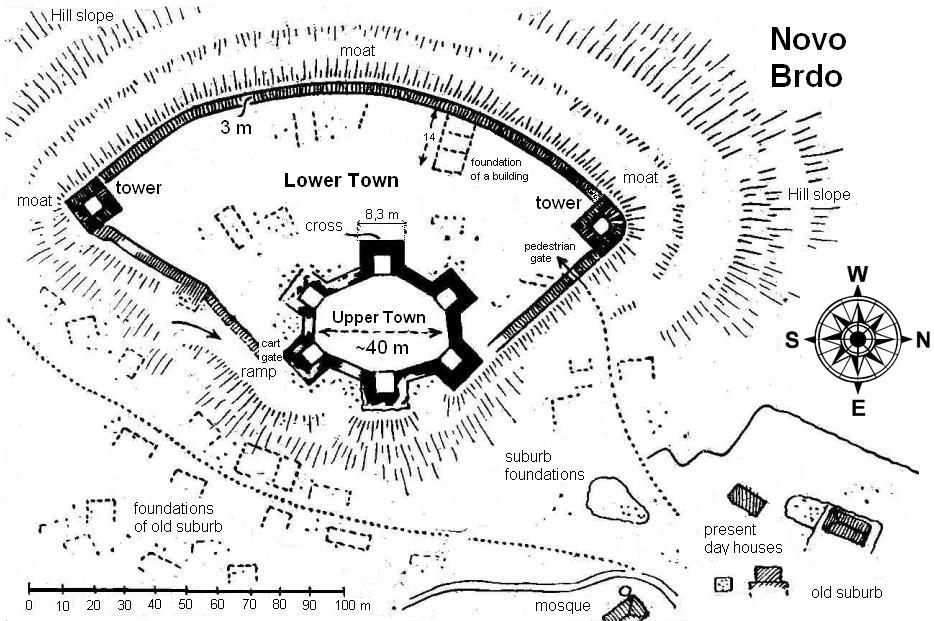
新布爾多堡壘佈防圖

1440年，在貝爾格勒之圍失敗後，由魯米利亞省貝勒貝伊的海丁姆·沙哈貝丁率領的鄂圖曼軍隊再次圍攻新布爾多。
塞爾維亞駐軍後來得到了拉古薩共和國公民的支持，拉古薩指示他們在新布爾多的臣民協助保衛該城鎮：最主要是因為是拉古薩商人被迫要去抵抗鄂圖曼帝國，否則他們在新布爾多的財產將會被沒收，就如拉古薩商人在圍城戰開始時碰巧被發現在城外，並被拒絕返城一般。
專制公久拉吉·布蘭科維奇和他的妻子，隨數百名騎兵和阿爾巴尼亞的沃伊沃德彼得·斯帕尼從匈牙利到達塞塔。他們首先去了萨格勒布，並找采列公爵烏爾里希二世的妻子久拉吉的妹妹卡塔琳娜，接著，布蘭科維奇在1440年7月末抵達拉古薩（杜布羅夫尼克），過幾天後，他接著前往沿海城鎮布德瓦與巴爾──日後成為其剩餘的專制公生涯的新首都。從1440年7月1日到他到達巴爾期間，鄂圖曼軍隊在馬克雷什（現代格尼拉內附近的一個村莊）附近的一場戰鬥中，擊敗了新布爾多的一些軍事單位。
1440年8月，布蘭科維奇抵達巴爾後，便一直待在那裏過冬，他還試圖動員軍隊，奪回一些曾被鄂圖曼奪走的領土。與此同時，布蘭科維奇與新布爾多的衛戍部隊和他的兒子格古爾保持某種聯繫，後者當時是鄂圖曼帝國的總督：這也是鄂圖曼帝國指控格古爾叛國罪（這可能是有理有據的），並於1441年4月將他免職的主要原因之一。1441年5月8日，蘇丹穆拉德二世下達命令，導致格古爾和他的兄弟斯特凡都失明了。此外，布蘭科維奇還發現克諾耶維奇背叛了塞塔的沃伊沃德。爾後他於1441年4月離開塞塔，在拉古薩居住了一段時間。此舉激怒了鄂圖曼帝國，他們通過特使阿古布要求拉古薩交出布蘭科維奇。拉古薩拒絕了這個要求，並在給伊沙克貝伊與海丁姆·沙哈貝丁的信中解釋，拉古薩並沒有接收布蘭科維奇，畢竟他是蘇丹的敵人，並且重申它是一個自由城市，是以會接受任何來此尋求庇護的人。該國還強調布蘭科維奇住在拉古薩就是最好的保證，因為他將無法對鄂圖曼採取任何行動。為此拉古薩將他們的外交官派給海丁姆·沙哈貝丁，並要求為他們的安全提供書面保證。1441年6月13日，當時正在武契特爾恩的海丁姆·沙哈貝丁向拉古薩發出他所要求的保證。
在圍攻新布爾多期間，其人口傷亡慘重。1441年6月27日，新布爾多向鄂圖曼軍隊投降，後者隨後便劫掠並燒毀了這座城鎮。

## 後續
久拉吉·布蘭科維奇在塞塔收到了新布爾多陷落的消息。當時身為鄂圖曼附庸的斯捷潘·武克契奇·科萨查利用塞爾維亞專制公的弱勢地位，試圖奪取塞塔。在他進攻到塞塔高地後，威尼斯共和國便根據與布蘭科維奇的協議，佔領塞塔言沿岸與港口，避免被鄂圖曼帝國佔領。布蘭科維奇意識到他失去了所有領土和權力基礎，使之失去了確保他宗主權所必需的軍隊，是以他被迫搬到了他在匈牙利的莊園，最終塞塔落入了試圖維護其地位的克諾耶維奇貴族家庭之領主的控制。鄂圖曼帝國花了巨大的經歷重建新布爾多，並給予在其中定居，且在其礦山工作的人們大量的特權，而其塞爾維亞公民則被授予貿易特權。在接下來的三年內，鄂圖曼在新布爾多重新建立了造幣廠，日後該造幣廠將為了抵制阿克切而發生第一次罷工。
1444年，在瓦爾納十字軍東征中，新布爾多曾從鄂圖曼手中奪回，並再次成為重新建立的塞爾維亞專制國的一部分，直到1455年6月1日它最終回歸鄂圖曼帝國的控制之下。該圍攻的倖存者中有迪米特里耶·坎塔庫澤諾斯。1455年，鄂圖曼使用重型火砲，迫使被圍困者投降，在蘇丹穆罕默德二世的命令下，所有具顯赫地位或重要地位的人都被斬首，估計有320名男孩被帶去成為耶尼切里（詳情請見德夫希爾梅），有700名女孩和年輕婦女被分配給鄂圖曼士兵及其指揮官。相關事情都由新布爾多居民康斯坦丁·米哈伊洛維奇──被鄂圖曼俘走的男孩之一──所寫的《耶尼切里回憶錄》中描述。1455年，塞爾維亞專制公在新布爾多的最後一個沃伊沃德為列什·斯帕諾維奇。

## 註腳
1. 1 2  Setton 1978，第58頁.
2. ↑  Singleton, Frederick Bernard. . Queen Anne Press. 1970: 92. ISBN 9780362000481. In the fourteenth and fifteenth centuries the settlement of Novo Brdo, near Pristina, was described as "the largest and finest city in all the Balkans".
3. ↑  Babinger 1992，第126頁.
4. ↑  Lēv, Yaacov. . BRILL. 1997: 354. ISBN 90-04-10032-6.
5. ↑  Ćirković 2004，第103頁.
6. 1 2  Jefferson 2012，第165頁.
7. ↑  . Muzej. 1956: 263. Posle toga, uvidevái da ce im biti tesko da osvoje bógate i dobro branjeno Novo Brdo, Turci presreéu karavane Dubravcana i pljaëkaju ih i zauzimaju vazne prilaze ka Novom Brdu. Тек 1440 godine Turci su ponovo napali Novo Brdo i posle ...
8. ↑  Šolajić, Dragutin. . Beogradske novine. 1954: 47. Мурат је са осталом војском кренуо у помоћ Исак-бегу под Ново Брдо. Међутим, јуначка посада Новог Брда одолевала ...
9. 1 2 3 4 5  Fine 1994，第531頁.
10. ↑  Setton, Kenneth M.; Hazard, Harry W.; Zacour, Norman P. (编). . Madison and London: University of Wisconsin Press. 1989: 287. ISBN 0-299-10740-X （英语）. Following his unsuccessful attempt on Belgrade in 1440, Murad had taken Novo Brdo with its valuable silver mines in 1441, while Turkish raiding parties plundered as far as Belgrade before being defeated by Hunyadi, who pursued them to ...
11. 1 2  Vojni muzej JNA. . Belgrade. 1957: 223. Tek 1440 godine Turci su ponovo napali Novo Brdo i posle jednogodisnje opsade uspeli su da ga zauzmu 21 juna 1441 godine ... Posle toga Novo Brdo su opljaökali i popalild.
12. ↑  Angold, Michael. . Cambridge University Press. 17 August 2006: 163. ISBN 978-0-521-81113-2. Şihabeddin Pasha was the commander of the Ottoman armies which conquered Novo Brdo in 1441.
13. ↑  Imber, Colin. . Isis. 1990: 119. ISBN 978-975-428-015-9. Serbian annals record, in July, 1441, §ihabeddin Pasha captured Novo Brdo, the centre of the silver-mining district of southern Serbia.
14. ↑  Sedlar, Jean W. . University of Washington Press. 1 March 2011: 384. ISBN 978-0-295-80064-6. In 1441 it participated in the defense of Novo Brdo in Bosnia, the principal source of Serbian silver; and twice it gave asylum to the Serbian Despot George Brankovic when Turkish pressure forced him into exile. In 1444 Dubrovnik's fleet ...
15. ↑  Božić 1952，第83頁.
16. ↑  . SANU. 1983: 72.
17. ↑  . Matica. 1989: 100. ... жене Улриха Целског, а потом у Бар (Зету је jош сачувао од Турака).
18. ↑  . Hrvatsko kulturno društvo Napredak. 1998: 497. ISBN 978-9958-840-00-5.
19. ↑  Novaković, Stojan. . Matica srpska. 1966: 184.
20. ↑  Mijatović, Čedomilj. . 1907: 295. Негде између 1-ог јула и доласка Деспотова у Бар Новобpдска се војска тукла с турском код Макреша.
21. ↑  Božić 1952，第86頁.
22. 1 2  SKA.  38. SKA. 1929: 286.
23. ↑  Новаковић, Стојан. . Matica srpska. 1972: 201. .. и како их је 8. маја ослепио, а потом како је јуна те године Хадом-паша узео Ново Брдо и све српске градове.
24. ↑  . Društvo za nauku i umjetnost Crne Gore. 1975.
25. 1 2  Božić 1952，第88頁.
26. ↑  Ćirković 2004，第104頁.
27. ↑  Setton, Kenneth M.; Hazard, Harry W.; Zacour, Norman P. . Univ of Wisconsin Press. 1 June 1990: 267. ISBN 978-0-299-10744-4. The Ottoman conquest of Novo Brdo, a center of silver production, took place on June 27, 1441; see JireSek, Geschichte der Serben, II, 178.
28. ↑  Ćirković 2004，第134頁.
29. ↑  Hercegovine, Istorisko društvo Bosne i. . 1954: 72.
30. ↑  Božić 1952，第87頁.
31. ↑  Hillenbrand, Carole. . Brill. 2000: 117. ISBN 978-90-04-11075-5.
32. ↑  . Édition de lA̕cadémie bulgare des sciences. 1988: 111. The mint at Novo brdo (in Turkish "Novar"), was the first to start striking Ottoman akçe — as early as 1441, when Murad Il's military commander, the eunuch Sibab ed-Din pasa captured the town, which had the greatest silver deposits and the ...
33. ↑  Holton, Milne; Mihailovich, Vasa D. . 1988: 32. As a child, Dimitrije Kantakuzin experienced the siege of Novo Brdo by the Turks, which lasted for two years after the fall of Smederevo, until 1441. He saw the town fall to the Turks, and the citizens rise up again and resist. And, in 1455, when ...
34. ↑  Dusan T. Batakovic, "Kosovo and Metohija Under the Turkish Rule" （页面存档备份，存于） （英語）
35. ↑  SANU 1980，第57頁.